# Luigi Fabbri
Luigi Fabbri (Fabriano, 23 dicembre 1877 – Montevideo, 24 giugno 1935) è stato un anarchico e saggista italiano.
Perseguitato dal fascismo, lasciò l'Italia nel 1926. Diede un contributo di primo piano all'organizzazione e all'elaborazione teorica del movimento anarchico.

## Biografia
Fabbri nacque a Fabriano, in provincia di Ancona, il 22 dicembre del 1877 da Curzio Fabbri e Angela Sbriccioli. Ancora studente presso l'Istituto tecnico di Ancona, abbracciò gli ideali anarchici, sotto l'influsso di Virgilio Condulmari, un calzolaio di Recanati. Il 9 giugno del 1894, fu tratto in arresto e condannato a 25 giorni di reclusione per aver partecipato ad una manifestazione anarchica.
Studente di legge presso l'Università di Macerata e collaboratore dei periodici anarchici Il Pensiero di Chieti, La Protesta umana di Tunisi, L'Avvenire sociale di Messina e L'Agitazione di Ancona, nel 1897 conobbe Errico Malatesta. Il 10 maggio del 1898 fu nuovamente arrestato ed inviato al confino, dapprima sull'isola di Ponza (in provincia di Latina) ed in seguito a Favignana (in provincia di Trapani). Liberato il 17 ottobre del 1900, abbandonò gli studi e si trasferì a Roma, fondando nel 1903, con Pietro Gori, la rivista teorica Il Pensiero.
Dopo aver preso parte, il 20 settembre del 1904, al Congresso internazionale del Libero Pensiero, si recò in Francia per contattare i maggiori esponenti dell'anarchismo, in modo da favorire il rilancio dell'organizzazione politica a livello internazionale. Vide Sébastien Faure, Jean Grave, Léon Jouhaux, Charles Malato, Jacques Mesnil, Pierre Monatte, e incontrò a Londra il Malatesta. I contatti con gli anarchici italiani produssero, il 16 giugno del 1907, l'apertura a Roma del Congresso anarchico italiano, nel quale Fabbri propose il coordinamento dei numerosi gruppi anarchici operanti in Italia.
Due mesi dopo, il 21 agosto si tenne ad Amsterdam il Congresso internazionale anarchico, nel quale i delegati italiani erano Fabbri, Malatesta e Aristide Ceccarelli, che parteciparono il 31 agosto anche al Congresso antimilitarista internazionale, tenuto ancora ad Amsterdam. Nel 1908 apparvero in Spagna e in Germania le traduzioni di suoi scritti, Sindacalismo y anarchismo, dove Fabbri rileva le assonanze dell'anarchismo con il sindacalismo rivoluzionario, e Marxismus und Anarchismus, in cui distingue l'anarchismo dal socialismo di matrice marxista. L'anno dopo si stabilì a Bologna, dove entrò a far parte della Camera del lavoro e divenne segretario del sindacato metallurgico bolognese.
Fabbri aveva intanto sposato Bianca Sbriccoli, dalla quale ebbe i figli Luce e Vero. A Bologna si tenne, nel maggio del 1909, il congresso dei sindacalisti rivoluzionari, che decisero a grande maggioranza di entrare nella Confederazione Generale del Lavoro, i cui dirigenti appartenevano all'ala del socialismo riformista, nel tentativo di dare una svolta rivoluzionaria al sindacato bolognese. Questa iniziativa fu imitata in tutta Italia, ma fu di breve durata, perché, il 23 novembre del 1912, anarchici e sindacalisti rivoluzionari uscirono dalla CGL, fondando l'USI, l'Unione sindacale italiana, una scelta approvata da Fabbri.
Nel 1913, si trasferì ad Ancona, dove con Errico Malatesta fondò la rivista Volontà e pubblicò le Lettere ad un socialista, una strenua critica al parlamentarismo promosso dai partiti socialisti, e La generazione cosciente. Appunti sul neo-malthusianesimo, dove si dichiarava favorevole al controllo delle nascite. Nel giugno del 1914, fu tra i protagonisti della settimana rossa e dovette espatriare a Lugano, in Svizzera, per sottrarsi all'arresto. Nel dicembre dello stesso anno, poté ritornare in Italia senza conseguenze. Si batté veementemente contro ogni forma d'interventismo nello scenario della Grande Guerra, non risparmiando critiche anche a quegli anarchici, come Kropotkin, che si erano dichiarati propensi a sostenere una o l'altra delle forze impegnate nel conflitto, e pubblicò sull'argomento il manifesto La guerra europea e gli anarchici.
Sull'onda della vittoriosa Rivoluzione d'ottobre, il 12 aprile del 1919 veniva fondata a Firenze l'Unione comunista anarchica italiana, trasformatasi con il Congresso di Bologna del 1º luglio del 1920 in Unione anarchica italiana, nella quale Fabbri, con Malatesta, preoccupato di conciliare il tradizionale individualismo anarchico con la struttura organizzativa dell'Unione, cercò di «trovare una formula che permettesse il massimo rendimento d'ogni singolo, consentendo la maggiore autonomia e la più grande elasticità». Collaboratore del quotidiano anarchico Umanità Nova, fondato dal Malatesta a Milano il 26 febbraio del 1920, nel 1921 pubblicò Dittatura e rivoluzione, una raccolta di suoi articoli già apparsi su Volontà, dove esplicò la sua critica al nuovo Stato sovietico ed al principio marxista della dittatura del proletariato.
Una rivoluzione proletaria in Italia non ci fu, ma ci fu la contro-rivoluzione borghese, «una vera e propria controrivoluzione preventiva, di cui il fascismo è stato il fattore più attivo ed impressionante». Nella sua analisi La controrivoluzione preventiva. Riflessioni sul fascismo, pubblicata nel 1922, Fabbri definiva il fascismo quale il risultato del processo economico, sociale, politico e culturale dell'Italia unitaria liberale, non un suo prodotto estraneo, la cui affermazione era stata dovuta bensì all'azione di una minoranza attiva, ma che aveva e avrebbe avuto sempre più consensi, così da consolidarsi e perdurare.
Dal 1924 collaborò alla rivista di Malatesta Pensiero e volontà. Nel 1926 rifiutò, coerentemente ai suoi principi morali e politici, di prestare il giuramento di fedeltà al fascismo imposto dal regime, e lasciò l'Italia. A Parigi fondò, nel 1927, la rivista Lotta umana: espulso dalla Francia e poi anche dal Belgio, nel 1929 raggiunse con la famiglia l'Uruguay. A Montevideo divenne direttore della scuola italiana, ma a seguito delle vive proteste del regime fascista fu licenziato.
Trasferitosi dunque in Argentina, a Buenos Aires, si occupò dei problemi politici e sindacali del locale movimento operaio, nel quale vi era una forte presenza anarchica. Il 16 gennaio del 1931 fondò con Ugo Fedeli il mensile Studi sociali, che trasferì a Montevideo in seguito alla repressione del dittatore Uriburu. La morte lo colse a Montevideo, nel 1935, mentre curava l'edizione degli scritti e della vita di Errico Malatesta.

## Opere
- Agli studenti, Torino, 1903
- Carlo Pisacane, Firenze, 1904
- L'inquisizione moderna, Firenze, 1904
- Lettere ad una donna sull'anarchia, Chieti, 1905
- L'organizzazione anarchica e l'anarchia, Roma, 1906
- L'organizzazione anarchica (1907), Genova, 1971
- Sindacalismo y anarchismo, Madrid, 1908
- Marxismus und Anarchismus, Tübingen, 1908
- L'ideale anarchico, Bologna, 1911
- La scuola e la rivoluzione, Milano, 1912
- La generazione cosciente. Appunti sul neo-malthusianesimo, Firenze, 1914
- Lettera a un socialista, Firenze, 1914
- La guerra europea e gli anarchici, Ancona, 1915
- Dittatura e rivoluzione, Ancona, 1921
- La controrivoluzione preventiva. Riflessioni sul fascismo, Bologna, 1922
- Anarchia e comunismo scientifico, Milano, 1922
- Malatesta. Su vida y su pensamiento, Buenos Aires, 1945
- L'organizzazione operaia e l'anarchia. A proposito di sindacalismo, Firenze, 1975
- La prima estate di guerra. Diario di un anarchico (1 maggio-20 settembre 1915), Pisa, 2015